# کامپیونه د ایتالیا
کامپیونه دیتالیا (به انگلیسی:Campione d'Italia) شهری از استان کومو و ناحیه‌ای جدا شده از خاک اصلی ایتالیاست که درون کانتون تیچینو در کشور سوئیس قرار گرفته و توسط کوه‌ها از بقیه خاک ایتالیا جدا شده است. منطقه جدا شده که در حاشیه جنوبی دریاچه لوگانو واقع شده، کمتر از یک کیلومتر با ایتالیا فاصله دارد ولی بخاطر وجود پستی و بلندی و تپه‌های بسیار مسیر رفت‌وآمد تا شهر بعدی درون خاک ایتالیا (Lanzo d'Intelvi) نزدیک به ۱۴ کیلومتر و تا شهر کومو، ۲۸ کیلومتر می‌باشد.

## تاریخچه

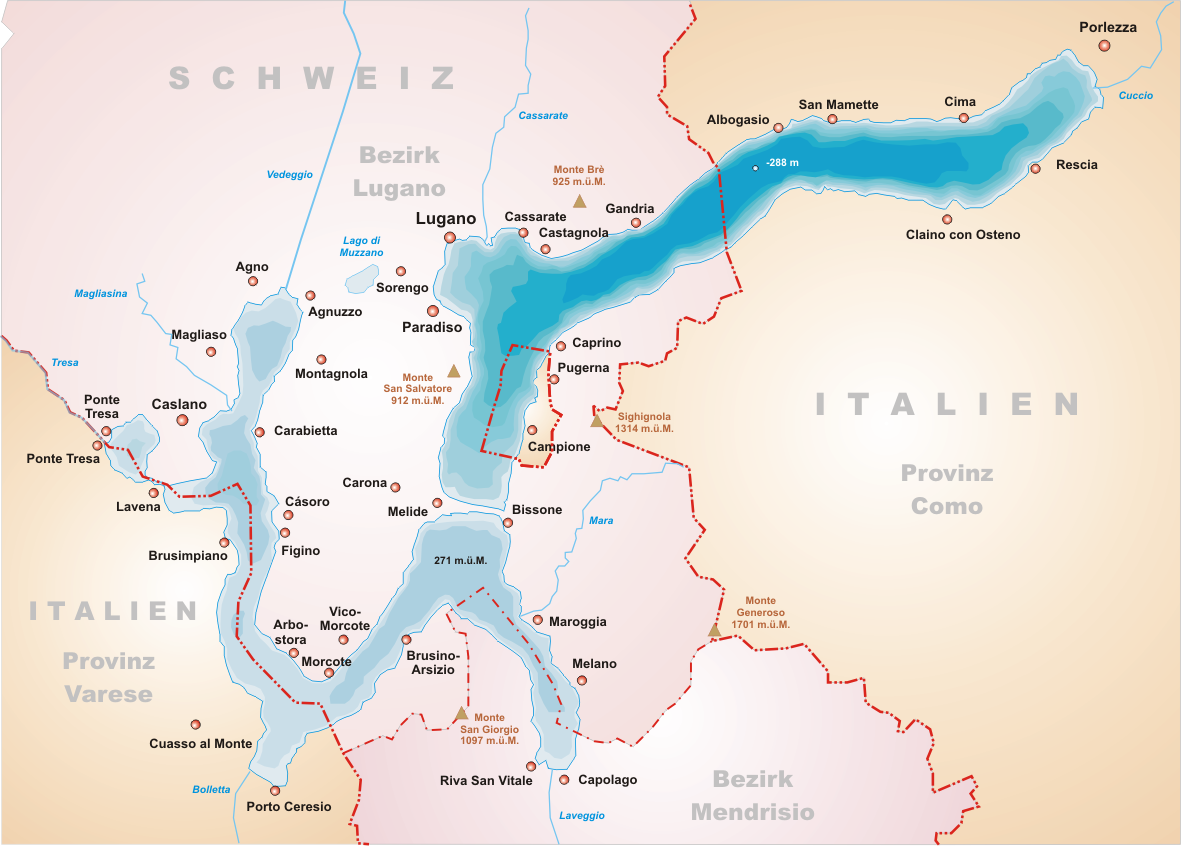
نقشه نشان دادن محل Campione محاصره در نزدیکی این مرکز است.

در قرن یکم پیش از میلاد این شهر توسط رومی‌ها برای جلوگیری از هجوم هلوتی‌ها احداث شد.
در سال ۷۷۷ میلادی حاکم محلی لمبارد، این شهر را به عنوان میراث به کلیسای میلان اعطا کرد. سالها بعد در سال ۱۵۱۲، ایالت کومو به جهت قدردانی از سوییسی‌ها بخاطر حمایتشان در جنگ اتحادیه مقدس، توسط پاپ جولیوس دوم به خاک سوییس الحاق شد.
پس از آنکه در سال ۱۷۹۸ تیچینو تصمیم گرفت به عنوان بخشی از خاک سوییس باقی بماند، مردم کامپیونه تصمیم گرفتند همچنان جزوی از خاک لمبارد باقی بمانند. حاکم تیچینیتو هم ترجیح داد که آن را با شهر ایندمینی معاوضه کند. در خلال جنگ اتحاد ایتالیا در سال ۱۸۴۸، کامپیونه دادخواستی مبنا بر الحاق به سوییس ارائه داد ولی از آنجائیکه با روح بی‌طرفی سوئیس در جنگ منافات داشت با آن موافقت نشد.
در سال ۱۹۳۰، پسوند دیتالیا (d'Italia) توسط بنیتو موسّولینی به نام کامپیونه اضافه گردید. این شهر در خلال جنگ جهانی دوم به محلی برای فعالیت‌های سازمان سیا علیه ایتالیا تبدیل شده بود.

## اقتصاد و مدیریت
کامپیونه دارای مقدار قابل توجهی از ارتباط اقتصادی و اداری یکپارچه با سوئیس است. به دلیل وضعیت خاص حقوقی پول اصلی فرانک سوئیس است ولی یورو نیز به‌طور گسترده پذیرفته شده است؛ شهروندان ایتالیایی ساکن در کامپیونه باید پایبند به قانون سوئیس در مورد عوارض گمرکی باشند.
به موجب موافقت نامه‌های دو جانبه با ایتالیایی‌های ساکن در کامپیونه، حق بهره‌مندی از بسیاری از خدمات و امکانات واقع در کشور سوئیس از جمله مراقبت بیمارستانی به آنها داده شده است.
امنیت ارائه شده توسط پلیس ایتالیاست و شهر همچنین دارای یک کلانتری است. اما آتش‌نشان و آمبولانس‌ها از آن سوئیس اند.